# Ismaël Ferroukhi
Ismaël Ferroukhi (in arabo إسماعيل فروخي‎?; Kenitra, 26 giugno 1962) è un regista marocchino naturalizzato francese.

## Biografia
Ismaël Ferroukhi ha esordito alla regia nel 1993 con il cortometraggio L'Exposé, per il quale ha vinto il Premio Kodak al Festival di Cannes. Successivamente, nel 1994, ha scritto, in collaborazione con Cédric Kahn, il film Trop de Bonheur.
Nel 2004 ha diretto il lungometraggio Viaggio alla Mecca, prodotto da Humbert Balsan and Ognon Pictures che ha partecipata alla 61ª Mostra internazionale d'arte cinematografica di Venezia nella Settimana Internazionale della Critica. La pellicola ha ottenuto una nomination ai premi BAFTA nella categoria miglio film in lingua non inglese.
Nel 2011 ha diretto il film Les Hommes libres ambientato a Parigi durante la seconda guerra mondiale che racconta la storia di un giovane algerino che partecipa attivamente alla resistenza anti-nazista.

## Filmografia

### Regista
- 1993: L'Exposé
- 1996: Court toujours: l'inconnu
- 2000: Petit Ben
- 2004: Viaggio alla Mecca
- 2007: Enfances (realizzato con Safy Nebbou, Isild Le Besco, Joana Hadjithomas & Khalil Joreige, Corinne Garfin, e Yann Le Gal)
- 2011: Les Hommes libres

### Sceneggiatore
- 1993: L'Exposé
- 1994: Tous les garçons et les filles de leur âge
- 1994: Trop de bonheur
- 1996: Court toujours: l'inconnu
- 1996: Culpabilité zéro
- 1997: Un été aux hirondelles
- 2000: Petit ben
- 2004: Viaggio alla Mecca
- 2011: Les Hommes libres